# Георги Попов (офицер)
 Тази статия е за офицера Георги Попов.  За други личности с това име вижте пояснителната страница.  
Георги Николов Попов е български офицер (генерал от артилерията), генерал-губернатор на Южна Добруджа в периода (11 септември 1940 – 11 август 1941) и командир на 3-та армия през Втората световна война (1941 – 1945).

## Биография
Георги Попов е роден на 5 ноември 1887 г. в Пловдив в семейството на капитан Никола Попов и съпругата му Анастасия. Завършва втори прогимназиален клас в родния си град. На 11 септември 1900 година става кадет в III клас на Военната, при Военното на Н.Ц.В. Училище Гимназия в София, а от 29 септември 1903 година е юнкер във Военното училище, като на 17 юли 1907 година е произведен в чин младши портупей юнкер. През същата година завършва училището с 27-и випуск, на 16 август е произведен в чин подпоручик и назначен за командир на батарея във 2-ро отделение към 7-и артилерийски полк.
На 4 септември 1910 г. е произведен в чин поручик, а по-късно през есента получава първото си отличие – възпоменателният кръст „За независимостта на България 1908 година“. През декември същата година постъпва в Николаевската генералщабна академия в Санкт-Петербург, Русия.

### Балкански войни (1912 – 1913)
След избухването на Балканската война (1912 – 1913) поручик Георги Попов се завръща в България и отново постъпва на служба в 7-и артилерийски полк, който по време на войната е в поддръжка на 3 бригада от 7-а пехотна рилска дивизия. В състава на полка участва в боя при Кочани. На 1 ноември 1913 година е произведен в чин капитан.
След края на войната се завръща в Русия, като на 2 декември 1913 пристига в Одеса. От 17 май 1914 година участва в практичните занятия на 27-и сибирски стрелкови полк, които са прекратени на 18 юли във връзка с избухването на Първата световна война.
На 3 август 1914 година Попов пристига на пристанището на Варна. Получава предписание за 3-ти планински артилерийски полк и е назначен за командир на 4-та батарея в 3-то отделение. На 7 януари 1915 година сключва граждански брак с Екатерина – дъщеря на генерал Спас Георгиев.

### Първа световна война (1915 – 1918)
В навечерието на Първата световна война (1915 – 1918), на 21 септември 1915 е преместен в 3-ти пехотен бдински полк и назначен за офицер за поръчки към 3-та пехотна дивизия. Взема участие в боевете при Страцин, Куманово и Скопие. На 1 юни 1916 г. капитан Попов е назначен за командир на батарея 18-и артилерийски полк, на 1 юли 1916 г. за командир на 4-та батарея в 3-то отделение на 16-и артилерийски полк. През същата година става кавалер на военния орден „За храброст“ IV степен, 1 клас и за пръв път получава чуждестранен орден – германския орден „Железен кръст“ II степен.
На 1 ноември 1917 г., след почти година и половина на фронта, капитан Георги Попов отново поема щабна служба, този път при Добро поле – назначен е за началник на Строевата секция в Щаба на 8-а пехотна дивизия. През 1918 г. е произведен в чин майор. Поради отличното владеене на френски език е включен и в комисията по примирието (29 септември 1918), като част от антуража на генерал Луков.
Служи като адютант на 8-а пехотна дивизия. В периода от 1918 до 1921 е началник на секция, а от 1921 г. на отделение в Щаба на армията. На 27 ноември 1919 година в кметството на парижкото предградие Ньой сюр Сен е подписан Ньойския договор, договор който освен териториални промени и репарации, включва и определени военни клаузи. С цел осигуряване на изпълнението на действията по изпълнение на изискванията на договора е създадена т.нар. Военноконтролна комисия, в която майор Георги Попов е един от българските представители. На 10 ноември 1921 е назначен за командир на 8-а пехотна дружина. На 30 януари 1923 г. е произведен в чин подполковник, а от септември 1923 е в Щаба на армията. На 26 март 1928 г. е произведен в чин полковник.
Полковник Георги Попов работи като преподавател във Военната академия. На 1 май 1931 е назначен за началник на 6-и пограничен сектор с щаб във Варна, но встъпва в длъжност едва на 20 май. Секторът включва пограничната линия от Варна до Русе, като пост № 9, намиращ се на около 30 километра от Варна, носи името на баща му – подполковник Никола Попов. На този пост остава 2 години, когато на 1 юни 1933 е назначен за командир на 8-и пехотен полк. На 5 юни 1934 е назначен за началник на Военното училище, началник на Военните учебни заведения и директор на трудова повинност. На 13 април 1935 година е назначен за помощник-началник на Щаба на армията, като в длъжност встъпва на 16 май, като междувременно на 6 май е произведен в чин генерал-майор.
На 18 юни 1935 година, за отлична служба, генерал-майор Георги Попов е награден с Царски орден „Св. Александър“ III степен. От 23 октомври 1935 до 13 май 1941 е началник на 3-та военно-инспекционна област. На 3 октомври 1938 г. е произведен в чин генерал-лейтенант. Включен е в състава на българската делегация, която на 7 август 1940 г. участва в преговорите с Румъния за сключването на Крайовския договор. На 7 септември 1940 се подписва договора и на 11 септември 1940 г. Георги Попов е назначен за генерал-губернатор (управител) на Южна Добруджа. Организира състава на войсковите части, които заемат тази територия от 21 септември до 1 октомври 1940 година. На 6 август 1941 г. е произведен в най-високия чин от българската армия – генерал от артилерията, а на 11 август 1941 г. ненадейно се получава заповед за излизането му в запаса „по собствени причини“ и е уволнен от служба.
В периода 1944 – 1946 г. е представител на българското правителство при Съюзническата контролна комисия.
Генерал от артилерията Георги Попов умира на 10 октомври 1953 година в София.

## Военни звания
- Подпоручик (15 август 1907)
- Поручик (4 септември 1910)
- Капитан (1 ноември 1913)
- Майор (1918)
- Подполковник (30 януари 1923)
- Полковник (26 март 1928)
- Генерал-майор (6 май 1935)
- Генерал-лейтенант (3 октомври 1938)
- Генерал от артилерията (6 август 1941)

## Награди
- Кръст за независимостта на България 1908 (1909)
- Военен орден „За храброст“ IV степен 2 клас
- Военен орден „За храброст“ IV степен 1 клас (1916)
- Царски орден „Св. Александър“ III степен (18 юни 1935)

### Чуждестранни
- Орден „Железен кръст“ II степен, Германска империя (1916)